# Овариасахи (Аичи)
Овариасахи (јап. 尾張旭市) град је у Јапану у префектури Аичи. Према попису становништва из маја 2005. у граду је живело 81.294 становника.

## Географија
Овариасахи се налази на западу централног дела Аичи, северно од метрополе Нагоја. Аичи префектура је покривена шумом Парк на око 15% своје површине.

### Околне општине
Префектура Аичи
- - Моријама-ку (Нагоја)
  - Сето
  - Нагакуте

## Становништво
Према подацима са пописа, у граду је маја 2005. године живело 81.294 становника, густина насељености 3900. Површина града је 21,03 km².